# Leonhard Kossuth
Leonhard Kossuth (* 25. Juli 1923 in Butscha; † 1. März 2022 in Berlin) war ein deutscher Übersetzer, Verlagslektor, Literaturkritiker und Publizist. Er war ab 1962 Cheflektor im Verlag Kultur und Fortschritt der Gesellschaft für Deutsch-Sowjetische Freundschaft (DSF) und übernahm im Zuge der Vereinigung des Verlags mit dem Verlag Volk und Welt die Leitung des Lektorats für Sowjetliteratur im Verlag Volk und Welt. In diesem, dem größten Lektorat des Verlags, bemühte er sich um die systematische Erschließung der multinationalen Sowjetliteraturen, um sie durch Übersetzung aus der Originalsprache dem deutschen Publikum zugänglich zu machen. Er gab die Werke Wladimir Majakowskis heraus und übersetzte oft gemeinsam mit seiner Frau Charlotte zum Beispiel Werke von Juri Rytchëu.

## Leben und Wirken
Kossuth wurde als Sohn eines Österreichers und einer Ukrainerin geboren. Die Familie siedelte 1931 nach Wien über. Seine Mutter Galina Sergejewna Kossuth, deren Tagebuch er später herausgab, starb dort 1932 im Alter von 29 Jahren. Kossuth wollte zunächst Ingenieur werden, brach das Studium aber ab und nahm von 1942 bis 1945 als Soldat am Zweiten Weltkrieg teil. Aus privaten Gründen begab er sich nach dem Krieg in die Sowjetische Besatzungszone, wo er verhaftet wurde. Nach seiner Entlassung arbeitete er zunächst als Russischlehrer und studierte anschließend Slawistik und Anglistik in Halle an der Saale und Berlin. An der Universität lernte er seine spätere Frau Charlotte kennen, die er 1949 heiratete.
Bereits neben dem Studium engagierte sich Kossuth in der Gesellschaft zum Studium der Kultur der Sowjetunion und versuchte sich an Nachdichtungen und Übersetzungen russischer Literatur. Er hielt in Halle Vorlesungen über sowjetische Literatur und lehrte von 1955 bis 1957 als Oberassistent mit Lehrauftrag am Literaturinstitut Leipzig. Die Arbeit an seiner Dissertation über Wladimir Majakowski brach er 1957 ab, als seine Frau Charlotte verhaftet wurde. Nach anderthalb Jahren in Untersuchungshaft wurde Charlotte Kossuth am 31. Dezember 1958 im Prozess gegen die sogenannte „Schröder-Lucht-Gruppe“ um den Literaturwissenschaftler Ralf Schröder und den Sprachwissenschaftler Harry Lucht wegen Beihilfe zum Staatsverrat zu 20 Monaten Gefängnis verurteilt, die sie im „Roten Ochsen“ abbüßte.
Ab 1958 war Leonhard Kossuth zunächst stellvertretender Cheflektor, dann ab 1962 Cheflektor im Verlag Kultur und Fortschritt der Gesellschaft für Deutsch-Sowjetische Freundschaft (DSF). Im Zuge der Vereinigung mit dem Verlag Volk und Welt im Jahr 1964 ging der Verlag Kultur und Fortschritt als Lektorat I darin auf. Kossuth wurde damit Leiter des Lektorats für Sowjetliteratur im Verlag Volk und Welt, eine Position, die er bis 1989 innehaben sollte. Er etablierte ein Recherchesystem mit dem Ziel, die multinationalen Sowjetliteraturen systematisch zu erschließen und möglichst aus der Originalsprache zu übersetzen. Kossuth holte 1966 den nach sieben Jahren im Zuge einer Amnestie aus der Haft entlassenen Ralf Schröder als Lektor zu Volk und Welt. Schröder bemühte sich, über Volk und Welt jene Autoren zu veröffentlichen, deren Propagierung ihn 1957 in Ungnade gestürzt hatte, darunter Michail Bulgakow, Ilja Ehrenburg, Juri Trifonow, Wladimir Tendrjakow, Tschingis Aitmatow und Bulat Okudshawa. 1968 initiierte Kossuth die Reihe Spektrum bei Volk und Welt.
Im Kollektiv des Verlags Volk und Welt erhielt Kossuth 1987 den Nationalpreis der DDR und 1989 den Kunstpreis der DSF. Er war seit 1964 Mitglied des Schriftstellerverbandes der DDR. Ab dem Frühjahr 1989 arbeitete Kossuth als freier Herausgeber. Bis März 1998 stand er dem Kuratorium zur kulturellen Unterstützung deutscher Minderheiten im Ausland e. V. als Präsident vor.
Kossuth übersetzte auch selbst, oft gemeinsam mit seiner Frau Charlotte, zum Beispiel Werke von Juri Rytchëu, und verantwortete Ausgaben der Werke Majakowskis und Sergei Jessenins. Zuletzt brachte er noch einmal als Herausgeber Aitmatows Roman Die Richtstatt in der Übersetzung von Charlotte Kossuth im NoRa-Verlag auf den Markt. Noch zwei Tage vor seinem Tod hatte er aus der kirgisischen Botschaft Besuch, der ihm eine Dankesurkunde „Für den Beitrag zur Stärkung der deutsch-kirgisischen Zusammenarbeit“ überreichte. Leonhard Kossuth starb am 1. März 2022.

## Schriften

### Eigene Veröffentlichungen
- Das sowjetische Leben im Schaffen Maxim Gorkis. Vortrag, gehalten auf der Maxim-Gorki-Tagung 1953 in Berlin. Aufbau-Verl., Berlin 1954.
- Wladimir Majakowski – Dichter, Kämpfer, Agitator. Urania-Verl., Leipzig, Jena 1955.
- Volk & Welt. Autobiographisches Zeugnis von einem legendären Verlag. 1. Auflage. NoRa, Berlin 2002, ISBN 3-935445-64-4.
- Sowjetliteratur in ihrer Multinationalität. In: Simone Barck und Siegfried Lokatis (Hrsg.): Fenster zur Welt. Eine Geschichte des DDR-Verlages Volk und Welt. Ch. Links Verlag, Berlin 2003, ISBN 3-86153-300-6, S. 57–61.
- Ach, Väterchen!, meiner Mutter Prinz. Familien-Saga; 1850–2010. NoRa, Berlin 2010, ISBN 978-3-86557-285-1.
- Im Anfang war: Granin auf Reisen – wohin? Essays und Gespräche ; Abai Kunanbajew … Wosnessenski, Andrej. 2. Auflage. NoRa, Berlin 2014, ISBN 978-3-86557-335-3.
- … aber der Wagen, der rollt. Literatur- und zeitgeschichtliches in hundertzwanzig Rezensionen ; [zum Gedenken an Charlotte Kossuth]. NoRa, Berlin 2015, ISBN 3-86557-383-5.
- Traumbrief für Charlotte. Leonhard Kossuth, Berlin 2017.
- Der Hut flog mir vom Kopfe. Majakowskis Zylinder? ; Majakowski in Deutschland – Essays – Historische Korrespondenz – Bibliographien – Nachdichtungen im Vergleich. NoRa, Berlin 2013, ISBN 978-3-86557-311-7.

### Herausgeberschaften
- Vladimir Majakovskij: Ausgewählte Werke. Verl. Volk und Welt, Berlin 1966.
  - Vladimir Vladimirovič Majakovskij Werke. Werkausgabe Edition Suhrkamp in zehn Bänden. 1. Auflage. Suhrkamp, Frankfurt am Main 1980.
- Sergej A. Esenin: Gesammelte Werke. Verl. Volk & Welt, Berlin 1995.